# Unión Monetaria Latina
La Unión Monetaria Latina (UML) fue creada en el siglo XIX en un intento por unificar varias divisas europeas en una sola moneda que pudiera ser utilizada en todos los Estados miembros, en una época en la que la mayoría de las monedas nacionales estaban aún compuestas de oro y plata. Se estableció en 1865 y se disolvió en 1927.

## Historia
El 23 de diciembre de 1865; Francia, Bélgica, Italia y Suiza suscribieron un acuerdo en el que se comprometieron a cambiar sus divisas nacionales a un estándar de 4,5 gramos de plata o 0,290322 de oro (una  relación oro/plata de 1:15,5) y hacerlas libremente intercambiables. Más tarde se uniría Grecia en 1868. Ese mismo año, España adoptó ese estándar para su moneda local, mediante un convenio bilateral con la UML. También en 1889 adoptarían el mismo estándar San Marino, Rumanía y Austria-Hungría por sus acuerdos bilaterales con la unión, así como Bulgaria, Venezuela, Serbia y Montenegro, de forma unilateral (sin incorporarse formalmente a la unión). Las Indias Occidentales Danesas también adoptaron el mismo estándar en 1904, pero no se incorporarían a la UML, de manera oficial.
Debido a las fluctuaciones del oro y la plata y a las turbulencias políticas de inicios del siglo XX, la unión monetaria acabó siendo dejada de lado en los años 20, hasta disolverse formalmente en 1927. Las monedas de 0.50, 1 y 2 seguirían circulando en Suiza y Venezuela hasta su reemplazo por cuproníquel en 1967.
Aún se emiten monedas de oro en Italia y San Marino usando los mismos estándares y valuadas en euros.